# Colindres
Colindres è un comune spagnolo di 7.677 abitanti situato nella comunità autonoma della Cantabria, comarca della Costa Oriental a 46 km da Santander, sulle rive della ría formata dal fiume Asón nel suo sbocco al mare nel Golfo di Biscaglia.
È formato da due zone distinte, divise dalla autostrada A-8 Autovía del Cantábrico : quella piana che fu terra di marismas (zona paludosa) lungo la costa detta Colindres de Abajo, dove sono le industrie e la parte moderna della città e quella interna, Colindres de Arriba, dove ha avuto origine la città e dove sorgono i monumenti architettonici dei secoli XVI e XVII, e da dove inizia il territorio collinare e montano del municipio già ricco di boschi di roveri, querce, noci e castagni, attualmente sostituiti da eucalipti.
Una parte del territorio comunale è compresa nella Reserva Natural de las Marismas de Santoña.
Il comune non ha frazioni e la popolazione si concentra nel capoluogo. L'economia, che tradizionalmente aveva le basi soprattutto nell'agricoltura e nell'allevamento del bestiame e nella pesca, oggi dipende essenzialmente dal mare, precisamente dalla pesca marina e da alcune fabbriche di conservazione e salatura del pesce pescato. Esistono ancora piccoli cantieri soprattutto per la riparazione di natanti. Altra fonte economica è il turismo, che beneficia della vicinanza a noti e frequentati centri balneari della Cantabria e della facilità di comunicazioni sia con l'interno della Spagna che con le città della costa. L'attività nel settore primario è oggi limitata ad aziende a conduzione familiare spesso anche solo per autoconsumo o poco più. 
Le statistiche di ripartizione della popolazione attiva in base al settore d'impiego fotografa bene la situazione economica del paese: la percentuale di persone attive nel settore primario è del 7,5%, nelle costruzioni del 15,9%, nell'industria del 31,2%, nel settore terziario del 45,4%. Va notato che residenti nel comune prestano la loro opera nelle imprese di vicini paesi più industrializzati soprattutto del Poligono industrial de Ambrosero del confinante comune di Bárcena de Cicero. Il tasso di occupazione è del 58,8%, superiore a quello medio della Cantabria che è del 52,5% e il tasso di disoccupazione dell'11,4% inferiore a quello medio della regione che risulta del 14,2%.

L'età media è di 37 anni e la popolazione continua ad aumentare anno per anno dall'inizio del secolo scorso; nel 1900 il numero degli abitanti fu infatti di 1.189, che salì a 2000 nel 1950, a 6577 nel 2000 e nel 2005 è di 7.235.

## Storia
Gli studiosi pensano che, data vicinanza di Colindres a località con grotte con graffiti o pitture rupestri del tempo del paleolitico, si deve dedurre che gli uomini che vivevano in quelle caverne certamente si spingevano a pescare nell'estuario dell'Asón e a cacciare nella pianura e nelle vicine paludi. Pertanto, anche in assenza di resti nel territorio comunale, si può far risalire al paleolitico la presenza umana anche nel territorio di Colindres. Alcuni dolmen rinvenuti nella zona indicano che i primi insediamenti stabili si ebbero nel periodo neolitico.
Non si hanno notizie di questo paese fino al medioevo, quando intorno all'anno 1000 i re asturo-leonesi provvidero a popolare queste zone e i centri abitati si formarono attorno ai monasteri nelle cui terre lavoravano gli abitanti. Colindres si formò attorno al Monasterio de San Jorge y San Juan che dipendeva ecclesiasticamente dal potente Monasterio de Santa Maria de Puerto di Santoña, e civilmente da Laredo.
Nel 1339 re Enrico II di Castiglia, indebitato per la guerra col Portogallo, s'impegnò a vendere per 15000 fiorini i municipi di Limpias, Balmaseda e Colindres al suo gran ciambellano Velasco, ma gli abitanti di Colindres, che non gradivano la signoria dei Velasco, raccolsero fra loro la metà di questa somma che versarono al re per evitare la cessione del loro paese e conseguirono così la loro dipendenza dalla signoria di Biscaglia, il cui titolare era lo stesso re, col risultato che furono esenti dal pagare imposte come lo erano tutti i municipi della Biscaglia ed erano nella condizione di realengo cioè della dipendenza diretta del governo del re, che la esercitava tramite il corregidor (governatore), lasciando però il potere strettamente amministrativo al consiglio popolare e all'alcalde (sindaco). Questa situazione non cambiò fino al 1822 quando in Spagna venne abolito il sistema feudale e Colindres divenne un comune costituzionale nell'ambito del nuovo assetto amministrativo del regno spagnolo.
Dal medioevo Colindres fu sempre il passaggio obbligato dei pellegrini del Camino de Santiago diretti a quel santuario che oltrepassavano il fiume Ason o col traghetto detto la Barca de Treto o per il cosiddetto "ponte dei pellegrini". Per facilitare il pellegrinaggio nel 1544 il re Carlo I fece costruire un ospedale che accoglieva e curava i pellegrini infermi. Dal punto di vista economico a Colindres, nei tempi passati, venivano coltivati alberi da frutto e, nei dintorni delle case, vigneti per vini di buona qualità. Le maggiori produzioni erano di agrumi che venivano anche esportati in Inghilterra e nelle Fiandre, mele per la realizzazione della sidra (cioè il sidro o vino di mele), pere, fichi, verdura ed ortaggi. Era anche coltivato il grano di bassa qualità detta escanda (in italiano scandella) fino all'arrivo del mais la cui coltivazione prese in parte il posto di quella del grano. La coltivazione della vite scomparve poi per la distruzione dei vigneti provocata dalla fillossera. Nelle paludi si raccoglieva il giunco col quale si confezionavano oggetti di vario tipo e gli abitanti erano chiamati popolarmente quelli del giunco. Oggi questa produzione artigianale si va perdendo. La flotta peschereccia era importante così come l'attività di pesca in mare. Il legno per le costruzioni navali era ricavato dalle piante dei boschi della parte alta del territorio comunale. Esistevano infatti nella ria di Ason gli Astilleros de Falgote, arsenali dai quali uscì la caravella Pinta e forse anche la Santa Maria utilizzate da Cristoforo Colombo nella sua spedizione alla scoperta dell'America. Il re Filippo III con un accordo con la Hermandad de las cuatro villas di cui faceva parte Colindres li trasformò in arsenale reale. Il lavoro nei cantieri attirò anche operai dai Paesi Baschi che, quando nella prima metà del XVIII secolo la cantieristica entrò in crisi, si trovarono senza lavoro ed emigrarono altrove. Anche fra i cittadini di Colindres si registrò una consistente emigrazione verso le Americhe. L'Arsenale Reale operò intensamente dal 1618 al 1722, costruendo galeoni per l'Armata, fra questi la nave ammiraglia La Capitana utilizzata nel 1668 durante la guerra di secessione spagnola e la nave più grande del tempo di oltre 1300 tonnellate di stazza.
Tradizionale era la salatura del pesce che veniva venduto anche all'estero e nel XIX secolo s'incrementò questa attività. La particolare posizione geografica di Colindres la preservò dai pirati inglesi, francesi e olandesi che infestavano la zona, ma nello stesso tempo l'essere situata fra Santander e Bilbao la costrinse ad essere interessata alle varie guerre che si verificarono in Spagna. Nel 1639 i francesi in guerra con gli spagnoli incendiarono e saccheggiarono la città, nel 1814 durante la guerra d'indipendenza Colindres partecipò attivamente alla presa di Laredo dove erano acquartierate le truppe napoleoniche. Durante la guerra civile degli anni trenta del secolo scorso furono costruite caverne artificiale sull'altra riva della ria di Ason come rifugio per i bombardamenti da parte dei nazionalisti di Francisco Franco che colpirono, fra l'altro, il ponte di Treto.
Nel secolo scorso l'apertura della strada nazionale fra Burgos e Logroño e, più recentemente, dell'autostrada Santander-Bilbao (Autovia del Cantabrico) hanno contribuito allo sviluppo del turismo e, come conseguenza, una spinta per l'attività edilizia, con la costruzione di nuove abitazioni, di alberghi, di infrastrutture. Nel XX secolo, per soddisfare l'aumentata richiesta del mercato, l'attività di lavorazione del pesce e quindi della richiesta di pesce si è provveduto a migliorare le attrezzature del porto e a rafforzare la flotta da pesca che occupa attualmente per numero di imbarcazioni e tonnellaggio il terzo posto in Spagna.

## Monumenti e luoghi d'interesse
- Chiesa di San Giovanni Battista del XVI secolo.
- Chiesa del Carmine del 1964.
- Casonas del barrio de la Puerta del XVIII secolo.
- Palacio del Infantado del 1704.
- Casa de Aguero del XVII secolo

- Palacio de Gil de la Redonda del 1696.
- Casa Villota del XVIII secolo
- Casa del Valle del XVIII secolo.
- Casa de Bartolomé y Felipe de Palacio del 1729.
- Casa Capuchin del XVIII secolo.
- Ayuntamiento del XX secolo.
- Kiosko de musica del XX secolo.
- Villa Amelia del XX secolo.
- Villa de Luz dello XX secolo.
- Puente de Treto del 1911. È un ponte metallico sulla ría che collega la città con Treto e Adal, località del confinante comune di Bárcena de Cicero. Si tratta di un ponte metallico lungo 172 metri, costruito nel 1901, in sostituzione del vecchio traghetto, che si può aprire per lasciare passare le imbarcazioni più grandi.
- Case indiane, con questo nome vengono indicate le case di stile coloniale latino-americano dagli emigranti nelle Americhe che, fatta fortuna, rientrarono nel paese di origine e si fecero costruire nuove abitazioni nelle forme architettoniche che avevano visto nei paesi dove erano emigrati. Si trovano nei quartieri della Colindres de Abajo.

## Feste
Le feste di Colindres come per il resto della Spagna sono insieme religiose e laiche, comunque sempre in onore dei santi protettori. Le più importanti sono: San Juan Bautista il 23 e 24 giugno con la quema de san Juan che si effettua a mezzanotte del secondo giorno ed è l'incendio dei carri di tipo carnevalesco con fantocci messi in mostra il giorno precedente, Nuestra Señora del Carmen il 16 luglio, festa marinara con processione in mare delle barche del porto e trasporto della statua della Virgen del Carmen, Santiago Apostol il 25 luglio, San Ginés il 25 agosto con una grande Marmitada, cioè confezione in piazza ad opera di diversi gruppi di persone di piatti che una apposita giuria giudicherà e premierà, distribuzione gratuita di assaggi di questi piatti a chi lo desideri e con manifestazioni varie nei due giorni: passacaglie, gare sportive, musica e danze tradizionali.